# I-Cable
I-Cable (кит .有線寬頻通訊有限公司) — гонконгская телекоммуникационная компания, принадлежащая Forever Top (Asia) Limited. Основанная в 1999 году, компания предоставляет доступ в Интернет и платные телевизионные услуги. I-Cable также развивает свою оптоволоконную коаксиальную сеть (также используемую для услуги платного телевидения).
Услуга широкополосного доступа в Интернет, основанная на технологии кабельного модема через TCP/IP, отличается от технологии PPPoE, предоставляемой обычными операторами связи.
i-Cable также владеет компанией Hong Kong Cable Television, провайдером кабельного телевидения и Интернет-услуг, и Fantastic Television, вещателем бесплатного телевидения.